# Клоз мејл
Клоз мејл (енгл. Claws Mail; раније познат као Sylpheed-Claws) је клијент за е-пошту и дискусионе групе за Линукс заснован на GTK+ графичкој библиотеци, настао издвајањем и наставком развоја програма Sylpheed у априлу 2001. године. У почетку је био пробна верзија нових функција у Sylpheed-у, али је временом толико развијен да је постао програм за себе, готово потпуно различит од основне верзије.
Програм је мали, лак за подешавање и једноставан за употербу. Claws Mail има интуитиван интерфејс и прегршт напредних функција.

## Карактеристике
се одликује следећим карактеристикама:
- Брзина
- Поузданост
- Моћан систем претраживања и филтрирања
- Сигурност (GPG, SSL, anti-phishing)
- Увоз/извоз стандардних формата
- Спољашњи уређивач текста
- Шаблони порука
- Цитати који се могу сакривати
- Поставке појединачних директоријума
- Подршка за Face, X-Face заглавља
- Подесиве линије алата
- Подршка за теме иконица
- Проширивост системом додатака

## Додаци
Могућности Claws Mail-а се могу проширити додацима, као што су
- Антивирус (ClamAV)
- Антиспем (SpamAssassin, Bogofilter)
- Приказ HTML порука (Dillo, -{Gtkhtml2}_)
- Иконица у системском путу
- Програмче за LED индикатор нове поште на лаптопу
- Управљаче за друге формате поштанских сандучића (Maildir, MBOX)
- Разне додатке за обавештавање о пристиглој пошти
- Филтрирање путем Perl-а
- RSS агрегатор
- Календар

И друго.